# Caleb Smith (Skeletonpilot)
Caleb Smith (* 5. Oktober 1983 in Lake Placid) ist ein US-amerikanischer Skeletonfahrer.
Caleb Smith lebt in Lake Placid und betreibt Skeleton seit 2001. Zum Nationalkader der USA gehört der Student seit 2004. Sein Trainer ist Orvie Garrett. Ende 2002 debütierte er im America’s Cup. Die Nordamerika-Meisterschaften beendete er als Fünfter. In der Saison 2003/04 belegte er nach mehreren guten Einzelergebnissen, darunter zwei Siegen in Lake Placid auf seiner Hausbahn, den zweiten Rang in der Gesamtwertung des America’s Cup hinter Zach Lund. Zudem wurde er bei der Junioren-WM in Winterberg Zweiter hinter Greg Kirk. Zweiter wurde er auch bei den US-Meisterschaften 2004 hinter Eric Bernotas. Im Dezember 2004 debütierte Smith in Altenberg im Weltcup und wurde 13. Die Junioren-WM im Januar 2005 beendete er als Dritter.
Bei den Ausscheidungen für die Olympischen Spiele von Turin konnte sich Smith trotz zweier guter Rennen zu Beginn (Platz eins und zwei) nicht durchsetzen. Nachdem er im Dezember in Sigulda nur als Vorläufer eingesetzt worden war, konnte Smith in St. Moritz im Januar 2006 als Achter erstmals unter die besten Zehn fahren. Anschließend gewann er an selber Stelle ein Rennen des Europacups. Zu Beginn der Saison 2006/07 gewann er zunächst ein Rennen des America’s Cup in Calgary und erreichte als Zweitplatzierter in Lake Placid sein bislang bestes Ergebnis im Weltcup. In St. Moritz wurde er bei der Skeleton-Weltmeisterschaft 2007 Zwölfter.